# فاطمة شرف الدين
فاطمة شرف الدين، كاتبة ومحررة لبنانية ومترجمة لأدب الأطفال من مواليد 1966م، حصلت على شهادتي الماجستير من جامعة أوهايو في أمريكا، الأولى في نظريات وتطبيقات تربوية عام 1993، والثانية في الأدب العربي الحديث عام 1996. ترجم العديد من أعمالها الأدبية لأكثر من 15 لغة. وقد حازت على العديد من الجوائز، وقد تم ترشيحها لجائزة أستريد لندغرن التذكارية العالمية عام 2019، وتم نشر أكثر من 120 كتاباً لها في جميع أنحاء العالم.

## السيرة الذاتية
ولدت فاطمة شرف الدين في بيروت في عام 1966. قضت بضع السنوات الأولى من طفولتها في سيراليون وبعد ذلك عادت واستقرت في بلدها لبنان. التحقت بالجامعة اللبنانية الأمريكية للتخصص بالتربية المبكرة للأطفال عام 1989. كانت تحرص على مداومة القراءة لأطفالها واستعارة ما يقارب من 20 كتاباً أسبوعياً من المكتبة العامة في هيوستن، ومن هنا ارتبط حبها بفن أدب الأطفال وبدأ بتشكيل مخزون كبير لديها عنه. ترى دائماً أن توجيه أي رسائل للطفل لابد أن يكون بطريقة غير مباشرة، وتحث فاطمة على ضرورة الاستثمار بمرحلة الناشئين العمرية من خلال التواصل معهم ومعرفة مشاكلهم ومن ثم يتم إنشاء أعمال أدبية مخصصة لهم.
لاحظت في بداية حياتها على خلو المكتبة العربية من كتب أدب الأطفال وهذا ما جعلها تتخصص في مجال التربية. فبدأت حياتها المهنية كمعلمة لغة إنجليزية كلغة ثانية عام 1986 وعملت لسنوات عديدة في مجال التدريس والتربية حتى عملت في مركز الدراسات اللغوية كأستاذة لغة وحضارة عربية في جامعة رايس في هيوستن في أمريكا عام 1999 وقد قامت بتقديم ورش عمل للكتابة الإبداعية للأطفال والبالغين حتى أصبحت كاتبة ومترجمة ومحررة لكتب الأطفال والناشئة منذ عام 2001. ولديها العديد من السلسلة القصصية للأطفال مثل «سلسلة دنيا الحكايا» و «هل تعرف من أنا؟» و«سلسلة قصص نديم».
تشارك فاطمة في العديد من معارض الكتب سنوياً مثل معارض بيروت والشارقة وبولنيا وفرانكفورت.  وقد شاركت في العديد من المهرجانات الأدبية والقرائية مثل مهرجان الشارقة القرائي للطفل ومهرجان طيران الإمارات للآداب. سلطت الضوء – من خلال أعمالها - على أهمية توافر أدب اليافعين على الساحة الأدبية وأهمية الكتب لكي تكون قادرة على فهم الشباب ومواجهة التحديات ومن ثم توفير طرق التواصل معهم. وتعتبر فاطمة من العضوات الناشطات في الهيئة اللبنانية لكتب الأولاد LBBY
قدمت ورشة عمل لمؤلفي كتب الأطفال من خلال الدورة الثامنة  من مشروع «كتب صنعت في الإمارات» التي حضرتها مجموعة من الكاتبات الإماراتيات اللاتي ألفن قصصاً عن حقوق الطفل. كما حصل كتابيها «جارتنا جوجو» و «البنت الصغيرة التي....» على لائحة شرف ’عربي 21‘ للكتب عام 2013. وقد نالت روايتها «رواية فاتن» على الفوز بجائزة أفضل كتاب في معرض بيروت العربي الدولي عام 2010. ولقد حصلت على جائزة (اتصالات) لكتب الأطفال، لكتاب كابتشينو عن فئة كتاب العام لليافعين عام 2017.

## المؤلفات
من مؤلفاتها:
- حذاء الطنبوري، دار أصالة للنشر والتوزيع، 2008 (ردمك: 9789953488851)
- فاتن، دار كلمات للنشر والتوزيع، 2010 (ردمك: 9789948157786)
- غدي وروان، دار الساقي للطباعة والنشر، 2013 (ردمك: 9786144257463)
- هكذا أمور تحصل، دار الساقي للطباعة والنشر، 2013 (ردمك: 9781855169258)
- كابوتشينو، دار الساقي للطباعة والنشر، 2018 (ردمك: 9786144259771)
- إجاصة ميلا (رواية لليافعين)، دار الساقي للطباعة والنشر، 2019 (ردمك: 9786140321304)
- سافيا، دار الساقي للنشر والتوزيع، 2019 (ردمك: 9786140320703)

### أدب أطفال وناشئة
- حين تنتهي الحرب، 2012.
- حوريَّة والأمير، 2013.
- كبكوب صوف أحمر، 2014.
- الخَروفُ الرّاقِصُ، 2014.
- إلى النّومِ يا صَغيري، 2016.
- أَينَ أَضَعُكَ؟، 2016.
- في عيدِ ميلادِك، 2017.
- تثاءَب أبي، 2019.
- تالة وأحذية ماما، 2021.
- مغامرات الأرنوبة ليلي، 2022.
- لن أخاف بعد الآن، 2023.
- مهمّة غير متوقّعة، 2023.
- أنا وبابا في السّوق، 2023.
- شبح في المخيّم، 2023.
- لماذا اختفت شجرة التفاح؟ (أدب أطفال)، دار الساقي، 2025.
- 20 ألف دولار، دار الساقي، 2025.[12]
- جدتي لا تسمعني، دار الساقي

## الترجمات
ترجمت فاطمة شرف الدين بعض الكتب من الإنجليزية إلى العربية والعكس مثل:
- كل شيء مسموح، نيل موست عام 2007 (ردمك: 9953445095)
- نجمة مريم، مهناز مالك، دار كلمات للنشر والتوزيع عام 2010 (ردمك: 9789948157878)
- طريقتي الخاصة، ميثاء الخياط عام 2012، والذي تأهل للقائمة القصيرة لجائزة مارش الدولية لأدب الأطفال في الترجمة
- شجرة الذكريات، بريتا تكنتراب عام 2017
- كلنا فنانون، جواكين كامبلونش، دار كلمات للنشر والتوزيع عام 2020 (ردمك: 9789948247920)

## الجوائز
- 2006: جائزة الهيئة الوطنية للطفل اللبناني لأفضل قصة منشورة للأطفال خلال العام عن كتاب «ديك الجبل» (دار اصالة)[13]
- 2011: جائزة «اقرأ» من مؤسسة آنا ليند لكتاب «كتاب الضحك والبكاء» (دار أصالة)[14]
- 2012: جائزة ’عربي 21‘ من مؤسسة الفكر العربي لكتاب «حمار جدي» (دار كلمات)[15]
- 2013: جائزة أفضل كتاب في معرض الشارقة لأدب الطفل لكتاب «مل كتابي» (دار كلمات)[16]
- 2013: جائزة ’عربي 21‘ من مؤسسة الفكر العربي لكتاب «لتامر عالم خاص» (يوكي برس)
- 2014: جائزة أفضل كتاب للأطفال في معرض القاهرة لكتاب «أبجد هوز» (دار الشروق)[17]
- 2016: جائزة نيو هورايزن في معرض بولونيا لكتاب «لسانك حصانك» (Bologna Ragazzi New Horizon Award)
- 2017: حازت على جائزة إتصالات لكتب الأطفال، لكتاب «كابوتشينو» عن فئة كتاب العام لليافعين (دار الساقي)

## المشاركات
كُتب لها بعض المقالات وأجري معها العديد من المقابلات في بعض الجرائد:
- جريدة السفير[18]
- جريدة المستقبل[19]
- مقابلة السويد IBBY1[20]

ولقد شاركت في بعض المهرجانات القرائية مثل:
- مهرجان الشارقة القرائي للطفل
- مهرجان طيران الإمارات للآداب